# Régions de l'Argentine
- Nord-ouest
- Le Chaco argentin
- Mesopotamia
- Cuyo
- Sierras pampeanas
- Pampa
- Dry Pampas
- La Patagonie
- L'Antarctique et les îles de l'Atlantique Sud

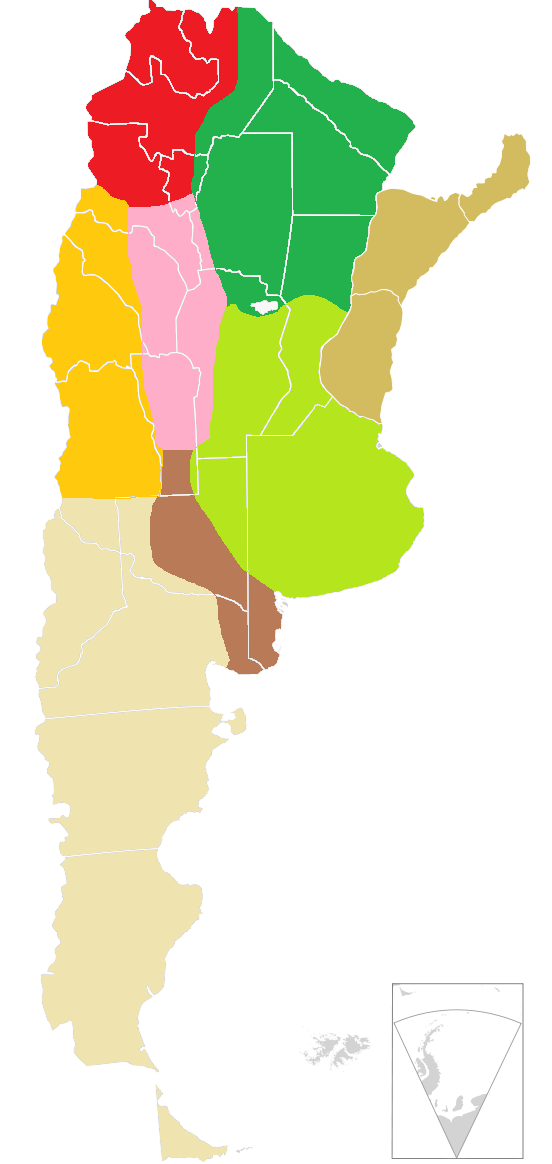
Les régions géographiques de l'Argentine :
Nord-ouest
Le Chaco argentin
Mesopotamia
Cuyo
Sierras pampeanas
Pampa
Dry Pampas
La Patagonie
L'Antarctique et les îles de l'Atlantique Sud.

L'Argentine est l'un des plus grands pays du monde, par conséquent, on trouve plusieurs climats et des caractéristiques géographiques différents sur son territoire.
Les provinces de l'Argentine sont regroupées en six régions géographiques, sans aucun pouvoir administratif :
- Nord-Ouest argentin : Jujuy, Salta, Tucumán, Catamarca, La Rioja ;
- Gran Chaco : Formosa, Chaco, Santiago del Estero ;
- Mésopotamie (ou Littoral) : Misiones, Entre Ríos, Corrientes ;
- Cuyo : San Juan, Mendoza, San Luis ;
- Pampas : Córdoba, Santa Fe, La Pampa, Buenos Aires ;
- Patagonie : Río Negro, Neuquén, Chubut, Santa Cruz, Terre de Feu, Antarctique et Îles de l'Atlantique Sud.